# Tomàs de Llupià
|  | Aquest article tracta sobre l'evangelitzador de Veneçuela. Vegeu-ne altres significats a «Tomàs de Llupià (abat de Sant Quirze)». |

Tomàs de Llupià (Llupià, 1631 - Belén (Veneçuela), 8 d'agost del 1688) va ser un missioner caputxí d'origen rossellonès.

## Biografia
Entrà a l'orde caputxí i el 1687 va ser destinat a l'evangelització de Veneçuela. Amb altres companys de l'orde participà en la fundació de la missió de Santo Tomé de Guayana a trenta-cinc quilòmetres a l'est de la desembocadura del riu Caroní i a les vores de l'Usupamo. Ja en solitari, Tomàs edificà una capella i fundà Nuestra Señora de Belén del cerro de las Totumas. Juntament amb el també missioner (i futur màrtir) Ramon de Figuerola intentà convertir els indis aruacs de la zona de Mariguaca, però hi morí al cap de poc.
Hom li ha atribuït la fundació de la "Misión Purísima Concepción del Caroní", les restes de la qual es poden veure a l'actual Ciudad Guayana. Aquesta hauria estat fundada el 1686 segons algunes fonts o el 1724 segons altres fonts.